# Hogna yauliensis
Hogna yauliensis là một loài nhện trong họ Lycosidae.
Loài này thuộc chi Hogna. Hogna yauliensis được Embrik Strand miêu tả năm 1908.